# مقاطعة لوفنغ (تكساس)

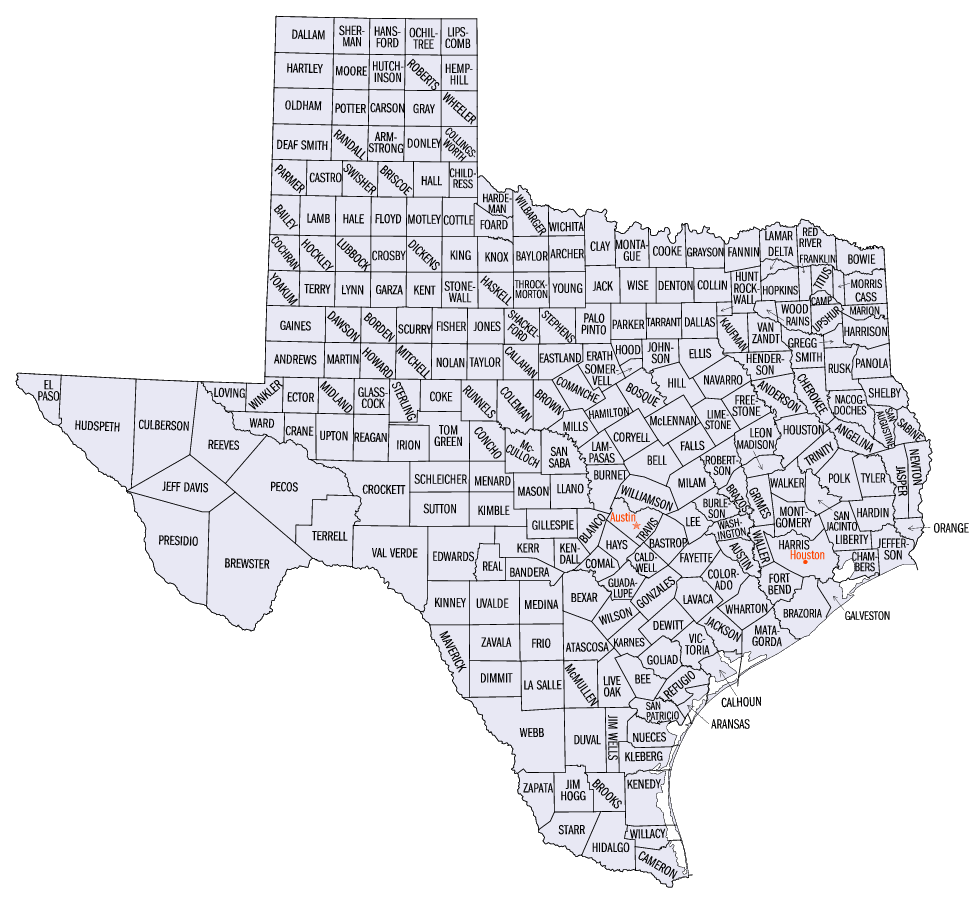
خارطة مقاطعات تكساس

مقاطعة لوفنغ (بالإنجليزية: Loving  County)‏ هي إحدى المقاطعات في ولاية تكساس، الولايات المتحدة الأمريكية.